# 第669部隊 (イスラエル空軍)
第669空挺戦闘救難退避部隊 (ヘブライ語: יחידת החילוץ והפינוי הקרבי בהיטס 669, 英語: Airborne Combat Rescue And Evacuation Unit 669) は、イスラエル航空宇宙軍第7特殊作戦航空団に従属する戦闘捜索救難 (CSAR)部隊である。
第669部隊は参謀本部直属の"サイェレット・マトカル"、空軍の"シャルダグ"、海軍の"シャイェテット・13"と並ぶ4大最精鋭(Tier 1)特殊部隊の一つとして扱われている。
元々は敵支配地域で撃墜されベイルアウトした空軍パイロットの救助を目的に設立された部隊であるが、現在では負傷した地上部隊兵士の救命や搬送・戦闘地域からの避難民の援護・敵地に侵入する他のイスラエル軍特殊部隊の移送や援護および撤退の支援・敵地で行方不明になった兵士の捜索など多岐にわたる任務に従事している。

## 概要

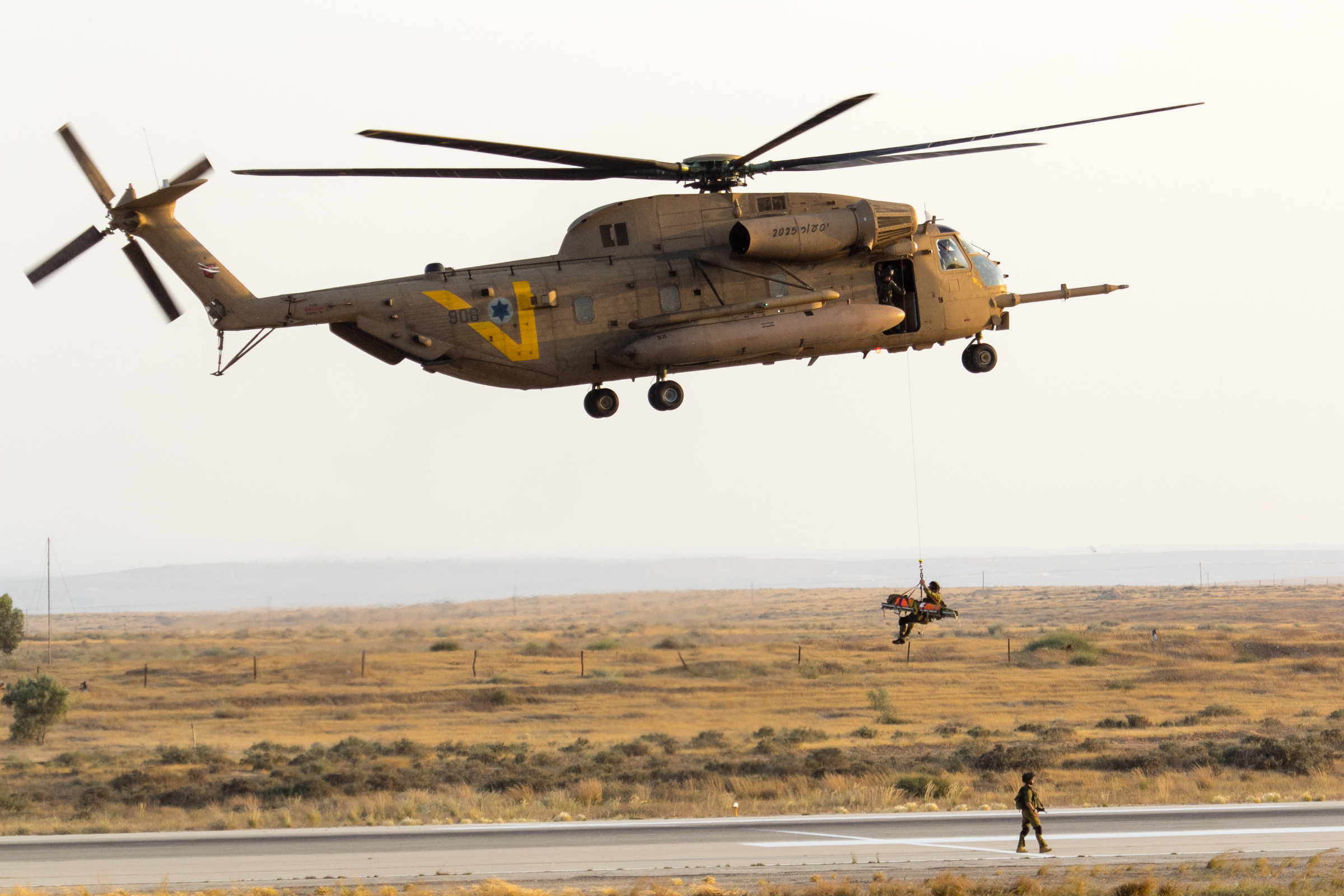
救出活動のデモンストレーション

イスラエルにおけるヘリコプターでの救難活動は、1951年にイスラエル空軍が初めてアメリカ製のヒラー360を入手した直後に発生した。これは、海岸に不時着した軽飛行機のパイロットの救出であった。1953年には洋上での救出活動が初めて行われた。
1972年に発生したイスラエル空軍機（F-4"クルナス"）同士の海上空中衝突事故においては、計4名の乗員のうち3名の救助に成功したが、1名が救出中に死亡し、遺体は行方不明となった。この教訓からイスラエル空軍はより本格的な救難部隊設立の検討を始めた。
1973年の第四次中東戦争では計43名のパイロットの救出が行われたが、最前線や敵支配地域で撃墜されたパイロットの救出率は30％以下であった。この事から、1973年より空軍最高司令官となっていたベニー・ペレドは、設立する救出部隊を敵の支配地域でも救出活動を行える特殊作戦部隊にすることを望んだ。
この結果、1974年4月に第669救難脱出部隊(ヘブライ語: יחידת חילוץ ומילוט 669, 英語: Rescue And Escape Unit 669) が創設された。設立時の隊員のうち2名がパイロットで、他のほとんどは海軍出身で潜水の経験を持つベテラン兵士であった。第669部隊の拠点はテルノフ空軍基地で、9ヶ月の訓練の後、1975年1月に部隊は本格的な活動を開始した。この時点では、第669部隊には医療担当者は1名しかいなかった。
1978年に第669部隊は第386救難部隊と統合され医療担当人員が増加し、第669空挺救難退避部隊(ヘブライ語: יחידת חילוץ ופינוי בהיטס 669, 英語: Airborne Rescue And Evacuation Unit 669)と改称された。
2004年には、行方不明兵士の捜索を担当していた第5701部隊が第669部隊に統合された。この結果、第669部隊の担当任務に行方不明者の捜索活動も加えられた。また、2004年にはアラブ系イスラム教徒の女性兵士が第669部隊の衛生兵となったことが報道された。アラブ系兵士がイスラエル軍特殊部隊の要員に採用されたのはこれが初のケースであった。
2006年のレバノン侵攻作戦の後、部隊は第669空挺戦闘救難退避部隊 (ヘブライ語: יחידת החילוץ והפינוי הקרבי בהיטס 669, 英語: Airborne Combat Rescue And Evacuation Unit 669) に改称された。
2020年7月に、イスラエル空軍の統合特殊部隊として第7特殊作戦航空団が新編され、第669部隊もこの部隊の所属となった。

## 戦歴

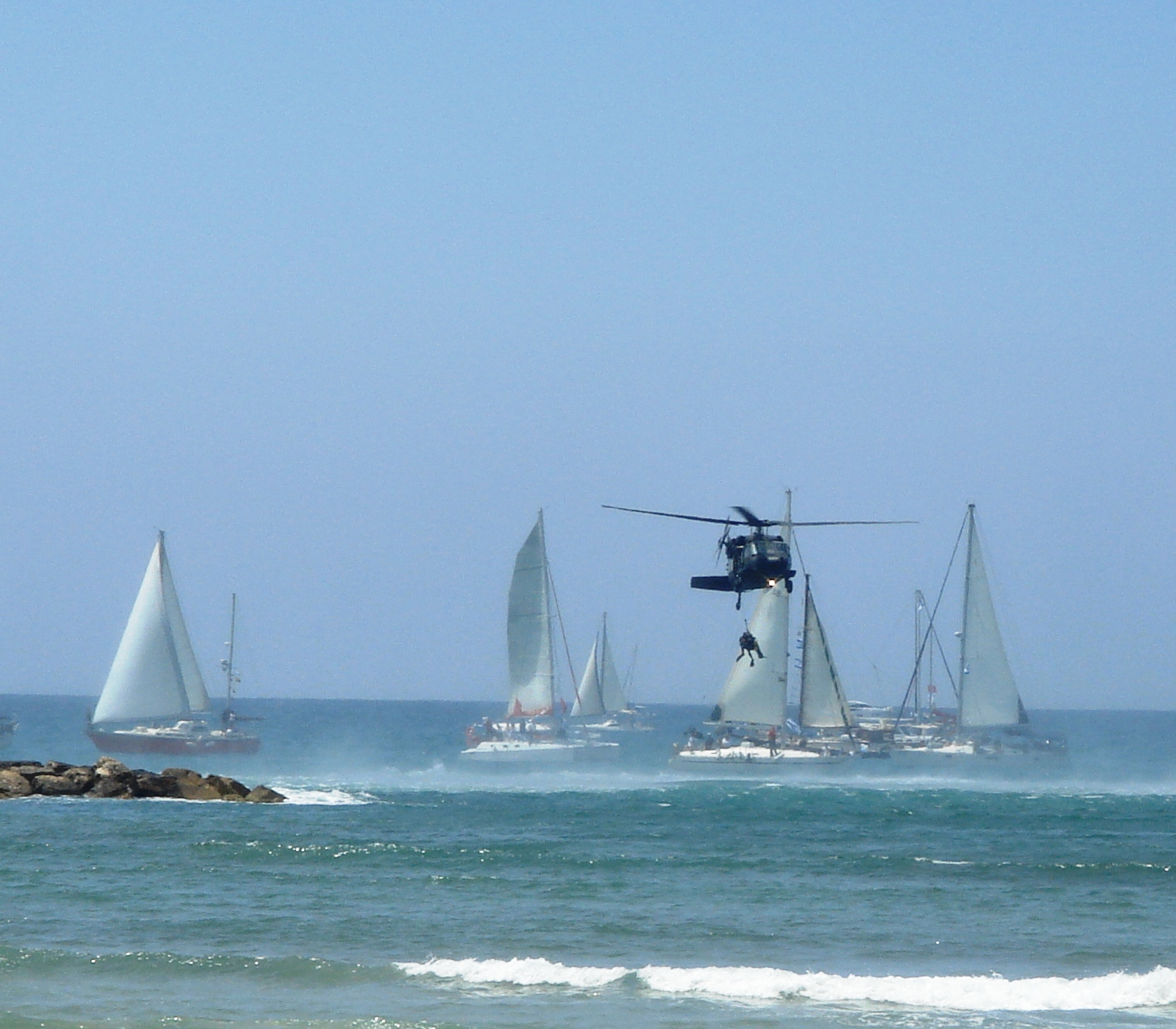
洋上でのロープレスキュー

- 1997年10月にシャイェテット13の隊員がレバノン領内でヒズボラの待ち伏せ攻撃に逢い13名が死亡し3名が負傷した際、第669部隊は敵の砲火の下での救出活動を実施し成功させた[5]。

- 1998年、ルーテンバーグ発電所（英語版）での事故において工場の労働者を救出した。

- 2003年、地中海で嵐に逢った船のトルコ人船員10名を悪天候の海上で救出[5]。

- 2006年のレバノン侵攻作戦、2008年のキャストレッド作戦、2014年のプロテクティブエッジ作戦においても、多数の負傷者の救出および搬送を行っている[6]。

- 2018年には、イスラエルの他6カ国（米国、カナダ、イタリア、オランダ、クロアチア、チェコ）の救難部隊が参加する合同空挺捜索救難演習"スカイエンジェルス"がイスラエルで実施され、第669部隊は演習のホスト役を務めた[4]。尚、この演習中にもガザ地区南部でのハマスとの戦闘で負傷した兵士の救出を実際に行っている[4]。

## 組織
第669部隊の組織は5つの部門に分かれている。
- 救難グループ - 実際の救助活動を行う戦闘員のグループ。
- 退避グループ - 軍医・衛生兵などから構成される、負傷者への医療活動を担当する部門。
- 捜索グループ - 行方不明者の捜索を行うグループ。
- 訓練グループ - 要員の訓練を担当するグループ。
- 支援グループ - 技術開発やメンテナンス、その他の管理部門など。

## 訓練
第669部隊の選考・訓練課程は約18ヶ月に及び、イスラエル軍の各特殊部隊の中でも最高レベルの肉体的・心理的練度を要求される。訓練課程には以下のような項目が含まれている。
- 基本歩兵訓練
- 空挺部隊の基本パラシュート降下訓練過程
- 戦闘医療訓練
- ジャングル戦、砂漠戦、市街戦などを含む特殊戦訓練
- 国防軍テロ対策スクールでの対テロ訓練
- スクーバダイビングおよびレスキューダイバー訓練
- ラペリング、ロープレスキューの訓練
- ヘリコプターによる侵入および脱出の訓練
- 過酷な条件下での救出活動の訓練
- ナビゲーション訓練